# Ploulec'h
Ploulec'h [plulɛx]  est une commune française du département des Côtes-d'Armor, dans la région Bretagne, en France.

## Géographie

### Situation
Le bourg de Ploulec'h n'est pas en situation littorale (c'est d'ailleurs une caractéristique commune à de nombreuses paroisses anciennes de la région comme Guimaëc, Plestin, Ploumilliau, Plougasnou, etc., probablement par crainte des pirates saxons les plous se sont établis à une certaine distance de la côte) mais situé sur un plateau à plus d'un kilomètre de la mer.
| Manche      | Lannion     | Lannion   |
| Ploumilliau | Ploulec'h   | Lannion   |
| Ploumilliau | Ploumilliau | Ploubezre |

### Hydrographie
Pour un article plus général, voir Réseau hydrographique des Côtes-d'Armor.
La commune est située dans le bassin Loire-Bretagne. Elle est drainée par le Kerlouzouen et le Pontol,,.
Le Kerlouzouen, d'une longueur de 14 km, prend sa source dans la commune de Plouaret et se jette  dans le Léguer à Lannion, après avoir traversé cinq communes. 

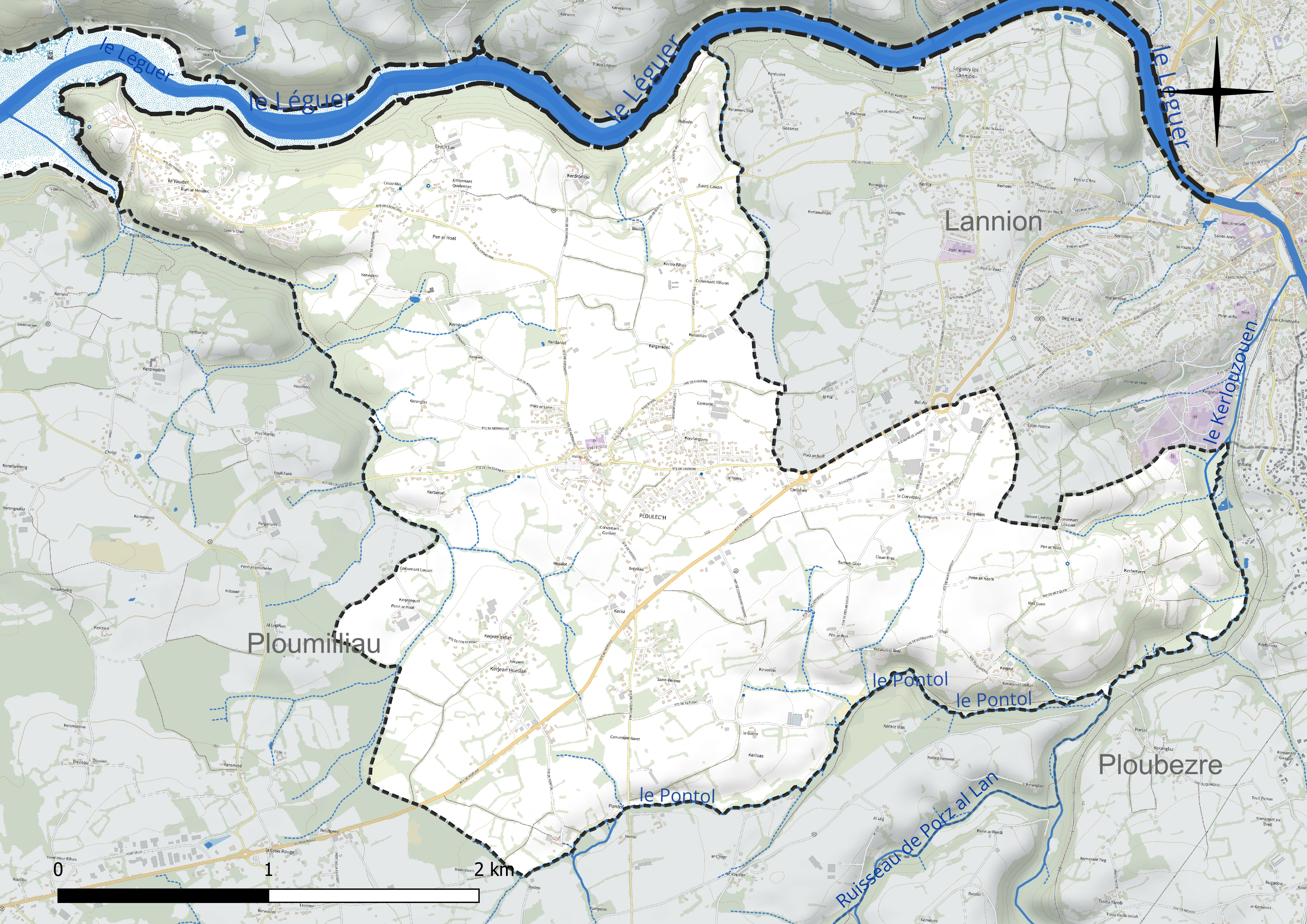
Réseau hydrographique de Ploulec'h.

### Climat
Pour des articles plus généraux, voir Climat de la Bretagne et Climat des Côtes-d'Armor.
En 2010, le climat de la commune est de type climat océanique franc, selon une étude du Centre national de la recherche scientifique s'appuyant sur une série de données couvrant la période 1971-2000. En 2020, Météo-France publie une typologie des climats de la France métropolitaine dans laquelle la commune est exposée à un climat océanique et est dans la région climatique Finistère nord, caractérisée par une pluviométrie élevée, des températures douces en hiver (6 °C), fraîches en été et des vents forts. Parallèlement l'observatoire de l'environnement en Bretagne publie en 2020 un zonage climatique de la région Bretagne, s'appuyant sur des données de Météo-France de 2009. La commune est, selon ce zonage, dans la zone « Littoral », exposée à un climat venté, avec des étés frais mais doux en hiver et des pluies moyennes.
Pour la période 1971-2000, la température annuelle moyenne est de 11,1 °C, avec une amplitude thermique annuelle de 10,4 °C. Le cumul annuel moyen de précipitations est de 937 mm, avec 15,1 jours de précipitations en janvier et 7,9 jours en juillet. Pour la période 1991-2020, la température moyenne annuelle observée sur la station météorologique la plus proche, située sur la commune de Lannion à 4 km à vol d'oiseau, est de 11,6 °C et le cumul annuel moyen de précipitations est de 929,5 mm,. Pour l'avenir, les paramètres climatiques de la commune estimés pour 2050 selon différents scénarios d'émission de gaz à effet de serre sont consultables sur un site dédié publié par Météo-France en novembre 2022.

## Urbanisme

### Typologie
Au 1er janvier 2024, Ploulec'h est catégorisée commune rurale à habitat dispersé, selon la nouvelle grille communale de densité à 7 niveaux définie par l'Insee en 2022.
Elle appartient à l'unité urbaine de Lannion, une agglomération intra-départementale dont elle est une commune de la banlieue,. Par ailleurs la commune fait partie de l'aire d'attraction de Lannion, dont elle est une commune de la couronne,. Cette aire, qui regroupe 40 communes, est catégorisée dans les aires de 50 000 à moins de 200 000 habitants,.
La commune, bordée par la Manche, est également une commune littorale au sens de la loi du 3 janvier 1986, dite loi littoral. Des dispositions spécifiques d’urbanisme s’y appliquent dès lors afin de préserver les espaces naturels, les sites, les paysages et l’équilibre écologique du littoral, tel le principe d'inconstructibilité, en dehors des espaces urbanisés, sur la bande littorale des 100 mètres, ou plus si le plan local d’urbanisme le prévoit.

### Occupation des sols
L'occupation des sols de la commune, telle qu'elle ressort de la base de données européenne d’occupation biophysique des sols Corine Land Cover (CLC), est marquée par l'importance des territoires agricoles (67,1 % en 2018), en diminution par rapport à 1990 (70,7 %). La répartition détaillée en 2018 est la suivante :
zones agricoles hétérogènes (54,1 %), zones urbanisées (15,1 %), forêts (14,4 %), terres arables (12,9 %), zones humides côtières (3,4 %). L'évolution de l’occupation des sols de la commune et de ses infrastructures peut être observée sur les différentes représentations cartographiques du territoire : la carte de Cassini (XVIIIe siècle), la carte d'état-major (1820-1866) et les cartes ou photos aériennes de l'IGN pour la période actuelle (1950 à aujourd'hui).

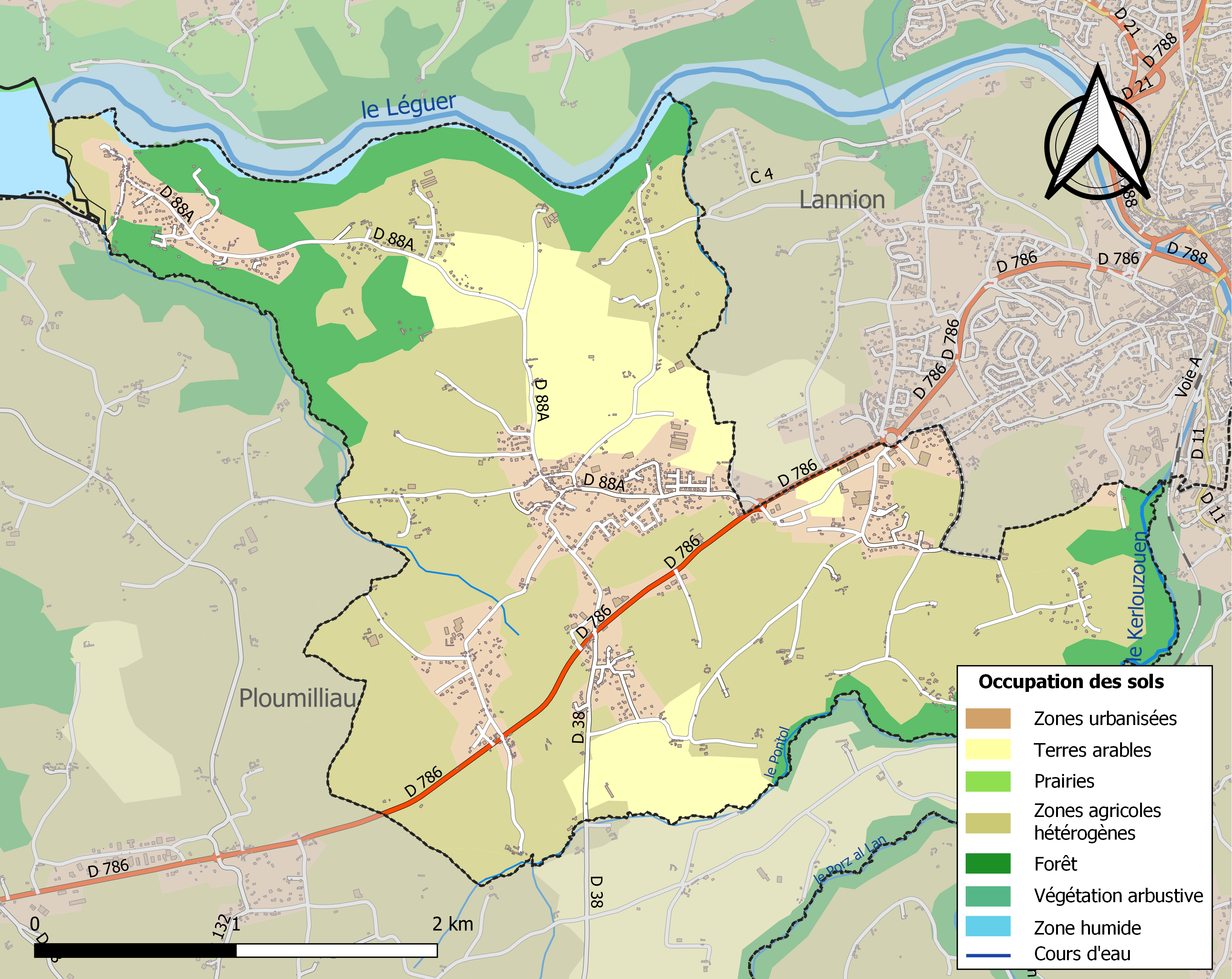
Carte des infrastructures et de l'occupation des sols de la commune en 2018 (CLC).

## Toponymie
Le nom de la localité est attesté sous les formes Plebs loci en 1330, fin du XIVe siècle et en 1444, Ploelech en 1426, Ploelach en 1461.
La graphie Ploulec'h, avec une apostrophe, devient officielle par le dénombrement de 1877 (décret du 31 octobre).
Ploulec’h est formé de deux mots bretons qui signifient littéralement « paroisse du lieu », (siège de la paroisse).

## Histoire

### Antiquité
Le Yaudet, un hameau de la commune de Ploulec'h,
occupe un site d'oppidum remarquable, qui fut longtemps une ville et un port important, déjà pendant la Préhistoire et encore à l'époque romaine.

### LeXXesiècle

#### Les guerres duXXesiècle
Le monument aux Morts porte les noms de 64 soldats morts pour la Patrie :
- 45 sont morts durant la Première Guerre mondiale.
- 18 sont morts durant la Seconde Guerre mondiale.
- 1 est mort durant la guerre d'Algérie.

## Politique et administration

### Liste des maires
| Période                                  | Période                      | Identité              | Étiquette | Qualité                                                     |
| ---------------------------------------- | ---------------------------- | --------------------- | --------- | ----------------------------------------------------------- |
| Les données manquantes sont à compléter. |                              |                       |           |                                                             |
| 1914                                     | 1922 (décès)                 | Yves Marie Aurégan    | Libéral   | Médecin à Lannion Conseiller d'arrondissement (1907 → 1919) |
| décembre 1922                            | mai 1945                     | Yves-Marie Boulanger  |           |                                                             |
| mai 1945                                 | mars 1959                    | Eugène Le Jannou      | Rad.      | Cultivateur Conseiller général de Lannion (1945 → 1951)     |
| mars 1959                                | mai 1969                     | Émile Le Marrec       |           | Cultivateur                                                 |
| mai 1969                                 | juillet 1969                 | Albert Morvan         |           | Président de la délégation spéciale                         |
| juillet 1969                             | novembre 1972 (démission)    | Olivier Kériven       |           | Aviculteur                                                  |
| décembre 1972                            | mars 1977                    | Comte Jean de Bélizal |           | Propriétaire du château de Kerninon                         |
| mars 1977                                | mars 2001                    | Jean Even             | PS        | Professeur des collèges, maire honoraire                    |
| mars 2001                                | 14 mars 2008                 | Georges Alexandre     | PS        | Retraité France Télécom                                     |
| 14 mars 2008                             | 30 mars 2014                 | Michel Devallan       | PS        | Inspecteur vétérinaire, ancien adjoint au maire             |
| 30 mars 2014                             | 27 novembre 2018 (démission) | Jean-Marie Bourgoin   | DVG       | Retraité de la SNCF                                         |
| 5 décembre 2018                          | 25 mai 2020                  | Matthieu Dupuis       |           | Animateur radio                                             |
| 25 mai 2020                              | En cours                     | Sylvain Camus         |           | Ingénieur logiciel                                          |

## Démographie

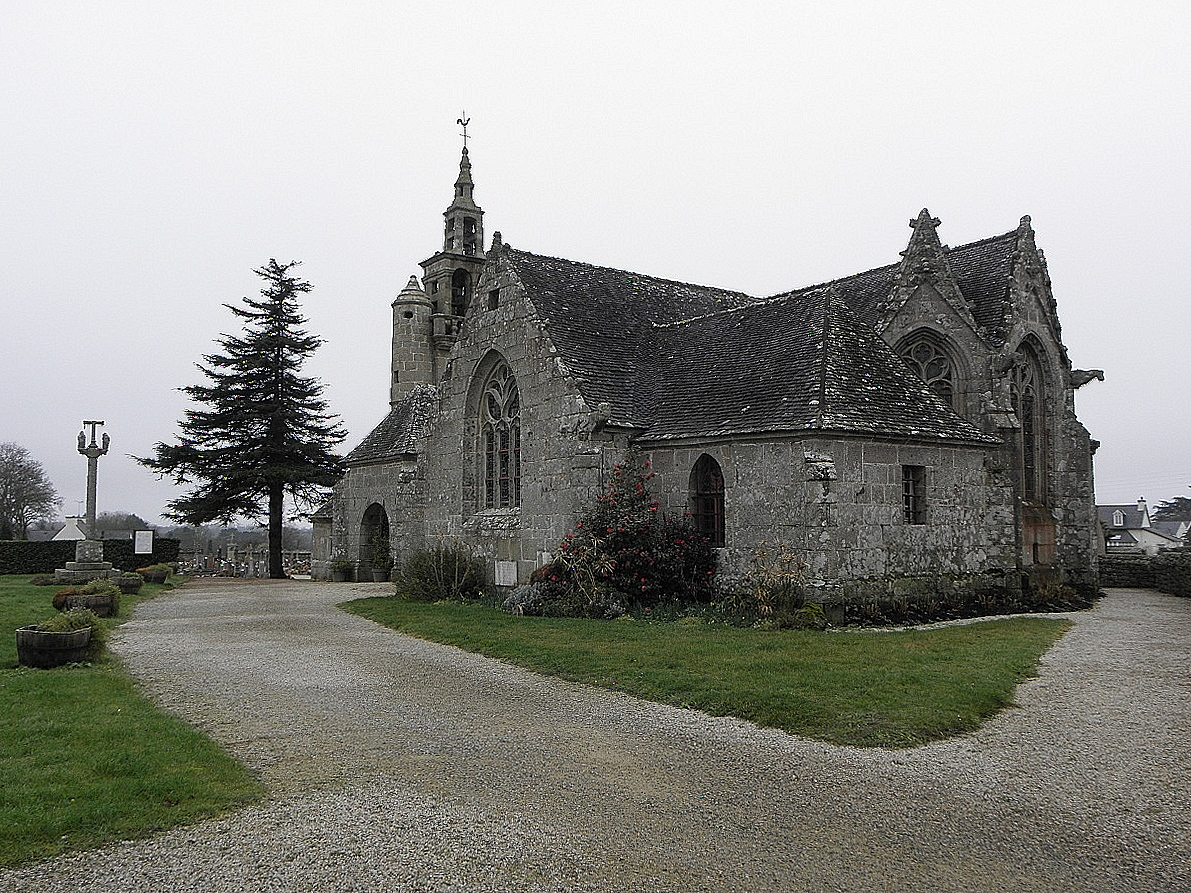
L'église paroissiale de Ploulec'h.

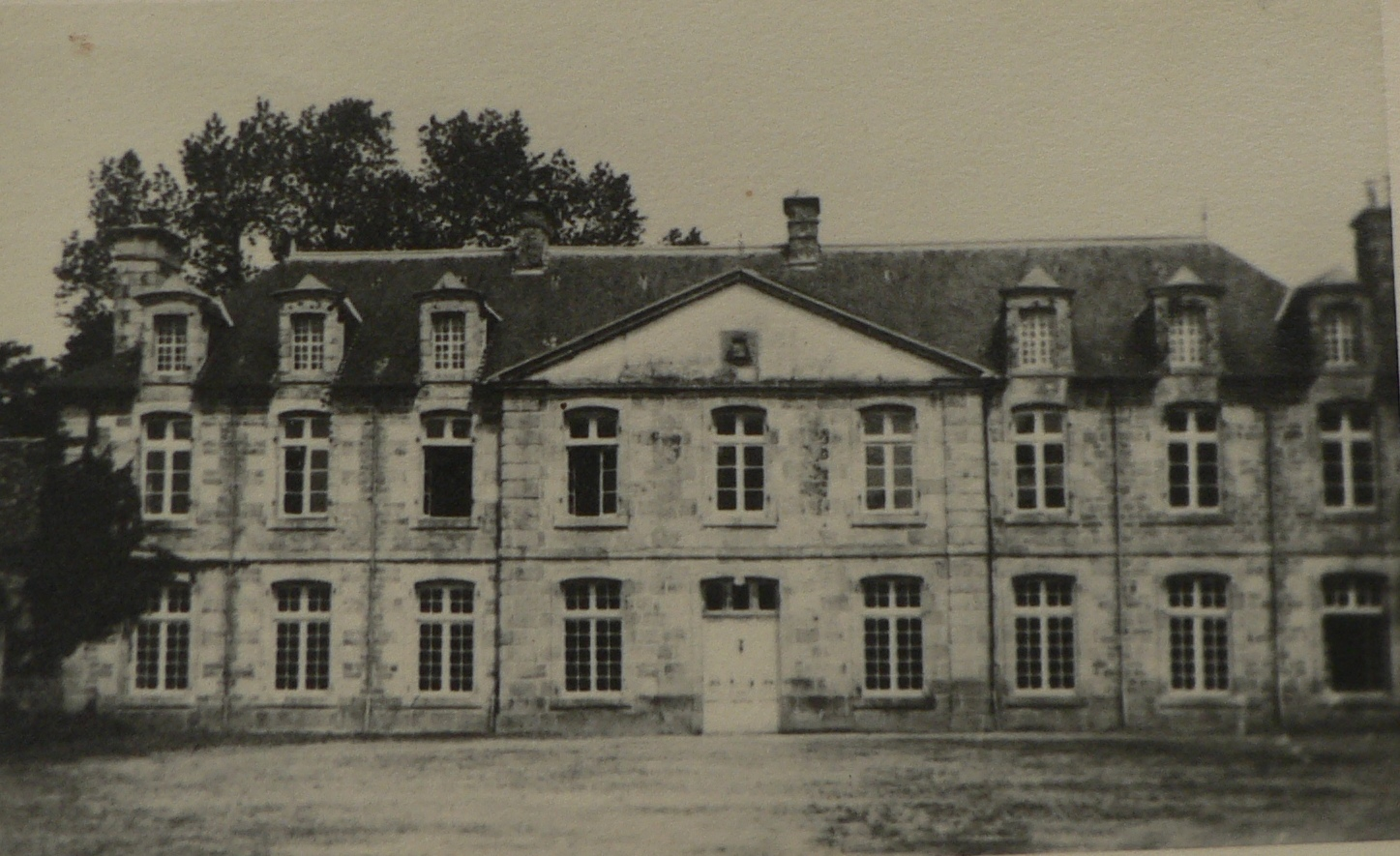
Château de Kerninon.

L'évolution du nombre d'habitants est connue à travers les recensements de la population effectués dans la commune depuis 1793. Pour les communes de moins de 10 000 habitants, une enquête de recensement portant sur toute la population est réalisée tous les cinq ans, les populations de référence des années intermédiaires étant quant à elles estimées par interpolation ou extrapolation. Pour la commune, le premier recensement exhaustif entrant dans le cadre du nouveau dispositif a été réalisé en 2004.

En 2022, la commune comptait 1 591 habitants, en évolution de −4,27 % par rapport à 2016 (Côtes-d'Armor : +1,78 %, France hors Mayotte : +2,11 %).
| 1793  | 1800 | 1806  | 1821  | 1831 | 1836  | 1841  | 1846  | 1851  |
| ----- | ---- | ----- | ----- | ---- | ----- | ----- | ----- | ----- |
| 1 090 | 935  | 1 062 | 1 128 | 982  | 1 109 | 1 106 | 1 155 | 1 178 |

| 1856  | 1861  | 1866  | 1872  | 1876  | 1881  | 1886  | 1891  | 1896  |
| ----- | ----- | ----- | ----- | ----- | ----- | ----- | ----- | ----- |
| 1 120 | 1 174 | 1 228 | 1 276 | 1 248 | 1 240 | 1 143 | 1 131 | 1 123 |

| 1901  | 1906  | 1911  | 1921  | 1926  | 1931  | 1936 | 1946 | 1954 |
| ----- | ----- | ----- | ----- | ----- | ----- | ---- | ---- | ---- |
| 1 094 | 1 111 | 1 117 | 1 064 | 1 033 | 1 009 | 969  | 829  | 646  |

| 1962 | 1968 | 1975 | 1982  | 1990  | 1999  | 2004  | 2006  | 2009  |
| ---- | ---- | ---- | ----- | ----- | ----- | ----- | ----- | ----- |
| 677  | 673  | 853  | 1 229 | 1 404 | 1 466 | 1 568 | 1 620 | 1 664 |

| 2014  | 2019  | 2022  | - | - | - | - | - | - |
| ----- | ----- | ----- | - | - | - | - | - | - |
| 1 669 | 1 579 | 1 591 | - | - | - | - | - | - |

## Culture locale et patrimoine

### Lieux et monuments
- L'église Saint-Dogmaël, inscrite au titre des monuments historiques par arrêté du 31 mars 1926[31].
- La chapelle de Saint-Herbot
- Le site archéologique de l'oppidum romain du Yaudet
- Le site archéologique de Kervranguen[32] fouillé à titre préventif sur prescription de la DRAC de Bretagne avant la réalisation d'un lotissement. Ce site va de l'âge du bronze (2200 à 800 avant notre ère) sur lequel furent découverts du mobilier lithique, fragments de céramique dont trois pesons en terre cuite de forme cylindrique et d'autres en pierre, affirmant une activité de tissage. Emplacement de trous de poteaux pour des bâtiments agricoles, ainsi qu'un cercle funéraire d'un diamètre de cinq mètres. La fouille a pris fin en décembre 2022 et ses résultats seront étudiés eu centre de recherches archéologiques de Cesson-Sévigné[33]
- Le château de Kerninon, de style classique, construit à la fin du XVIIIe. Les Villers en firent la première habitation électrifiée de la commune. Il a été inscrit monument historique par arrêté en date du 22 juin 2022[34].

### Personnalités liées à la commune
- Roger Laouenan (1928-2022), historien français.

## Jumelages
- St Erth (Royaume-Uni)